# デュエルしようぜ!
「デュエルしようぜ！」は、オーイシマサヨシの楽曲。6作目のデジタル配信限定シングルとして、2024年4月5日に各音楽配信サービスにてポニーキャニオンからリリースされた。

## 概要
前作の配信限定シングル『黄金航路』から約6ヶ月ぶりのリリースとなる。
本楽曲は、テレビアニメ『遊☆戯☆王ゴーラッシュ!!』第3期オープニングテーマに起用された。

## 収録内容
| #         | タイトル                            | 作詞・作曲・編曲 | 時間 |
| --------- | ----------------------------------- | ---------------- | ---- |
| 1.        | 「デュエルしようぜ!」               | 大石昌良         | 3:21 |
| 2.        | 「デュエルしようぜ!」(TV edit.)     |                  | 1:32 |
| 3.        | 「デュエルしようぜ!」(Instrumental) |                  | 3:19 |
| 合計時間: | 合計時間:                           | 合計時間:        | 8:12 |